# Tibarans
|  | No s'ha de confondre amb Tiberens. |

Els tibarans o tibaranis (en llatí tibarani) eren un poble de Cilícia, a la regió de les muntanyes de l'Amanus, prop de Pindenissos. Se sap que Ciceró els va sotmetre quan era procònsol de Cilícia, però no se'n sap res més.